# Zurobara
Zurobara este o localitate în Dacia, situată în Banat (Ptolemeu; Geografia; III; 8; 4). E încă neindentificată.
Se știe că era în apropiere de Tisa, în regiunea dacilor Biephi, și se pare că însemna "oraș puternic" unde: Bara / vara = oraș iar Zuro (întâlnit și în numele unui prinț get Zyraxes) însemna putere, tar, dur 
În „Dicționarul geografiei grecești și romane”, tipărit în 1854 de William Smith, Zurobara (Ζουρόβαρα, Ptol. 3.8.9) era definită ca un oraș din Dacia, situat la vărsarea Mureșului în Tisa.
În iulie 2015, Zurobara a fost descoperită la 25 de km de Timișoara, în marginea satului Unip.